# Лепотица и Звер (филм из 1991)
Лепотица и Звер (енгл. Beauty and the Beast) је амерички анимирани филм из 1991. продукцијске куће Волт Дизни фичер анимејшн који је премијерно приказан у холивудском Ел Капитан театру 13. новембра исте године. Филм продуцента Дона Хенка у режији Гарија Трусдејла и Кирка Вајза по сценарију Линде Вулвертон заправо је екранизација француске бајке Лепотица и Звер са елементима истоименог играног филма из 1946. године. У енглеској верзији филма име француске списатељице Жан-Мари Лепренс де Бомон се не појављује док је на француској верзији потписана као ауторка бајке.
Ово је уједно и тридесети филм из колекције Волт Дизнијевих класика. Први је од само два анимирана филма који су икада били номиновани за награду Оскар у категорији најбољи филм.
Музику за филм компоновали су Алан Менкен и Хауард Елиот Ешман, тим композитора који је написао и музику за Дизнијеву Малу сирену. Са приходом од 145.000.000 долара у САД и Канади и преко 403.000.000 у остатку света Лепотица и Звер постала је најуспешнија анимирана адаптација до тада. Такође нашла се и на листи најгледанијих филмова у Сједињеним Америчким Државама у 1991. и то на трећем месту испред које су били блокбастери Терминатор 2: Судњи дан и Робин Худ: Принц лопова.
Почетком новембра 1997. појавио се први наставак Лепотица и Звер 2: Чаробни Божић а само три месеца касније и други наставак Лепотица и Звер 3: Белин чаробни свет. Године 1994. цртани филм адаптиран је у позоришну представу која је до 2007. изведене 5.464 пута. Тиме је овај мјузикл постао један од седам најдуже извођених комада на Бродвеју. Убрзо је снимљена и серија Отпевај ми песму са Бел (енгл. Sing Me a Story with Bell) која се приказивала током четири сезоне.

## Радња
Бел је млада девојка која се сплетом околности нађе у дворцу принца претвореног у звер. Уз помоћ послуге дворца које је претворено у кућне предмете и намештај, Бел учи најважнију од свих лекција: права лепота долази изнутра.

## Награде и номинације

### Награда Америчке филмске академије (Оскар)
| Награда                                               | Примио                                                |
| ----------------------------------------------------- | ----------------------------------------------------- |
| Најбоља музика, оригинална музика                     | Алан Менкен                                           |
| Најбоља музика, оригинална песма Лепотица и звер ("Beauty and the Beast") | Алан Менкен и Хауард Ешман                            |
| Номинације:                                           |                                                       |
| Најбољи филм                                          | Дон Хенк                                              |
| Најбоља музика, оригинална песма Бел ("Belle")             | Алан Менкен и Хауард Ешман                            |
| Најбоља музика, оригинална песма Наш си гост ("Be Our Guest")     | Алан Менкен и Хауард Ешман                            |
| Најбоља песма                                         | Тери Портер, Мел Меткалф, Дејвид Џ. Хадсон и Док Кејн |

### Златан глобус
Лепотица и Звер је први анимирани филм који је освојио Златни глобус у категорији Најбољи филм - мјузикл или комедија. Следећи анимирани филмови којима је ово пошло за руком су Краљ лавова и Прича о играчкама 2.
| Награда                                        | Резултати  |
| ---------------------------------------------- | ---------- |
| Најбољи филм у категорији мјузикл или комедија | победник   |
| Најбоља оригинална музика                      | победник   |
| Најбоља оригинална песма за Лепотица и звер    | победник   |
| Најбоља оригинална песма за песму Наш си гост  | номинација |

### Награда Греми
| Награда                                                                  | Резултат   |
| ------------------------------------------------------------------------ | ---------- |
| Најбољи албум за децу                                                    | победник   |
| Најбоље поп извођење групе или дуета са вокалом (за Лепотица и звер)     | победник   |
| Песма године (за Лепотица и звер)                                        | номинација |
| Најбоља инструментална композиција писана за филм                        | победа     |
| Најбоља песма писана за филм или телевизијски комад (за Лепотица и звер) | победа     |
| Рекорд године (за Лепотица и звер)                                       | номинација |

### Остале награде
У јуну 2008. Амерички филмски институт објавио је листу Топ 10. (Топ тен) најбољих филмова у десет филмских жанрова на основу анкете у којој је учествовало више од 1.500 људи. Лепотица и звер заузела је седмо место међу најбољим анимираним филмовима. У претходним анкетама рангиран је као 22. филм на листи 100 година мјузикла и као 34. најбоља америчка љубавна комедија.
| Награда                                                                                            | Резултат   |
| -------------------------------------------------------------------------------------------------- | ---------- |
| Америчког удружења композитора, аутора и издавача: Највише извођена песма у играном филм           | победа     |
| Академија за научну фантастику, фантазију и хорор филмови: Најбоље ДВД издање у категорији класика | победа     |
| Академија за научну фантастику, фантазију и хорор филмови: Најбоља музика                          | победа     |
| Ени награда: Најбољи анимирани филм                                                                | победа     |
| Награда Британске академије за филм и телевизију: Најбољи резултат анимираног филма                | номинација |
| Награда Британске академије за филм и телевизију: Најбољи специјални ефекти                        | номинација |
| BMI Film and TV Awards: Награда за музику                                                          | победа     |
| Ексклузивна ДВД награда: Најбоље свеукупно нове додатне функције, издање библиотеке                | победа     |
| Ексклузивна ДВД награда: Најбољи дизајн менија                                                     | номинација |
| Награда Хуго:Најбоља драмска презентација                                                          | номинација |
| Награда филмских критичара града Канзаса: Најбољи анимирани филм                                   | победа     |
| Награда асоцијације критичара Лос Анђелеса: Најбоља анимација                                      | победа     |
| Уредници филмске музике: Најбољи звук, анимирани филм                                              | победа     |
| Национални одбор за критику филма: Специјална награда за анимацију                                 | победа     |
| Награда Сателит: Најбољи ДВД за млађу публику                                                      | номинација |
| Награда младих уметника: Најбољи породични филм године                                             | победа     |